# Шлюс, Владимир Евгеньевич
Владимир Евгеньевич Шлюс (род. 1945, Кронштадт) — советский и российский гандболист, тренер по гандболу. Почётный житель муниципального округа Дачное города Санкт-Петербург.

## Биография
Родился в июле 1945 года в Кронштадте. Играл в гандбол в составе ведущего ленинградского клуба «Нева». Тренировался под руководством Б. А. Леонова и заслуженного тренера РСФСР В. А. Клочкова. Окончил ГДОИФК им. П. Ф. Лесгафта. Проходил срочную службу в рядах Советской армии.
После окончания службы начал работу тренером. Тренировал в спортивной школе Невского района. В 1981 году перешёл на работу в СДЮШОР Кировского района, а в 1992 году был избран её директором. Находясь на этом посту, он активно способствовал развитию школы. Также в это время продолжал работать тренером-преподавателем.
За годы своей работы подготовил двадцать мастеров спорта. Среди подопечных Владимира Евгеньевича — чемпионка мира среди молодежи Е. Кордюк, чемпионка России Н. Виноградова и М. Тараненко. Другими известными его воспитанниками были чемпионы Олимпийских игр Дмитрий Торгованов и Юрий Нестеров.
В 2012 году уступил пост директора кировской СДЮСШОР Юрию Нестерову, однако продолжил свою работу в ней в качестве заместителя директора.
В 2013 году ему было присвоено звание почётного жителя муниципального округа Дачное «за значительный вклад в развитие образования».